# Hutamaia
Genre
Hutamaia est un genre d'opilions laniatores de la famille des Ampycidae.

## Distribution
Les espèces de ce genre se rencontrent au Brésil dans les États d'Amazonas et du Pará et au Pérou dans la région de Madre de Dios.

## Liste des espèces
Selon World Catalogue of Opiliones (16 octobre 2024) :
- Hutamaia caramaschii Soares & Soares, 1977
- Hutamaia maceta Tourinho & Mendes, 2014
- Hutamaia plei Tourinho & Mendes, 2014
- Hutamaia trompsonica Tourinho & Mendes, 2014

## Systématique et taxinomie
Ce genre a été décrit par Soares et Soares en 1977 dans les Gonyleptidae. Il est placé dans les Ampycidae par Benavides, Pinto-da-Rocha et Giribet en 2021.

## Publication originale
- Soares & Soares, 1977 : « Opera Opiliologica Varia. IX (Opiliones, Gonyleptidae). » Physis. Revista de la Sociedad Argentina de Ciencias Naturales, vol. 37, no 93, p. 217–222.